# Laaglandbossen van Madagaskar
De laaglandbossen van Madagaskar bestaan uit tropische bossen voornamelijk gelegen aan de oostkust van Madagaskar.
82% van de flora en fauna in deze ecoregio is endemisch, dit zijn duizenden soorten. Ook telt deze regio de hoogste percentage van biodiversiteit.

## Locatie
De vochtige bossen liggen voornamelijk aan de oostkust van Madagaskar ten oosten van de bergrug die langs de gehele oostkust loopt. De bossen liggen op een hoogte van onder de 800 meter met weinig hellingen. Het beslaat een oppervlakte van ongeveer 112.600 vierkante kilometer.

## Klimaat
De ecoregio is onder directe invloed van de passaatwinden. De regenval is ongeveer 2000 millimeter per jaar, maar het kan op sommige plaatsen wel 6000 millimeter per jaar regenen, zoals in Nationaal park Masoala. De temperatuur is gemiddeld 26 °C.
Er is een iets koelere en drogere periode tussen mei en september. Cyclonen kunnen soms tussen november en maart optreden en kunnen aanzienlijke schade veroorzaken.

## Flora
De meerderheid van de 171 soorten palmen in Madagaskar komt voor in deze ecoregio. Ook komen er veel orchideeënsoorten voor, met als bekendste de Angraecum sesquipedale.
Hoe hoger de bossen zich bevinden, hoe meer mossen, epifyten en floristische veranderingen. Bomen worden wel 30 meter hoog. De overheersende bomen in de hogere bossen zijn Brochoneura acuminata en bomen van de geslachten Canarium en Albizia.
Als men lager afdaalt hebben de bomen een gemiddelde lengte van 20 tot 25 meter. Geslachten in deze bossen zijn Weinmannia en Schefflera. Ook komen de plantenfamilies Compositae, Rubiaceae en Myrsinaceae hier voor. Uniek aan deze middengelegen bossen is dat er ook populaties van Pandanaceae, Graminaceae, epifyten en Pandanus-soorten te vinden zijn.
Als men nog lager afdaalt zal men meer bomen vinden van de geslachten Diospyros, Ocotea, Symphonia, Tambourissa en Dalbergia.

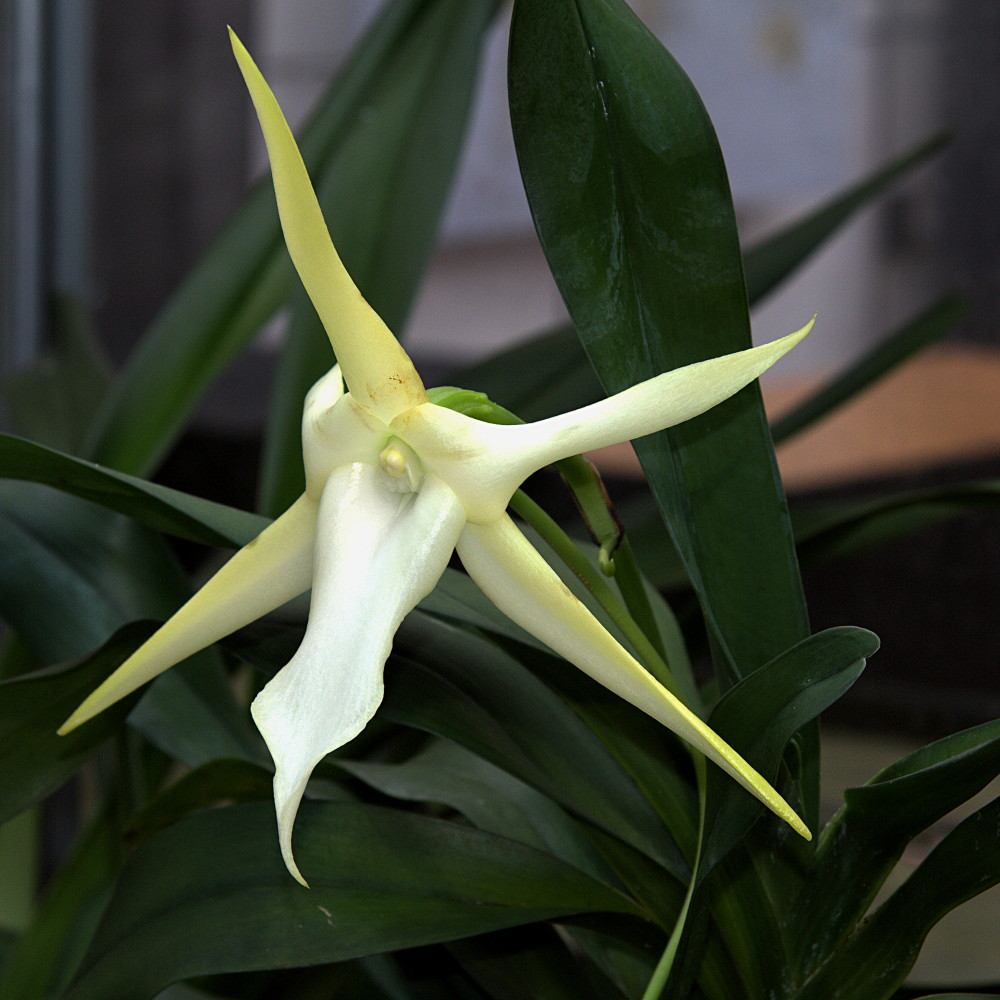
Angraecum sesquipedale
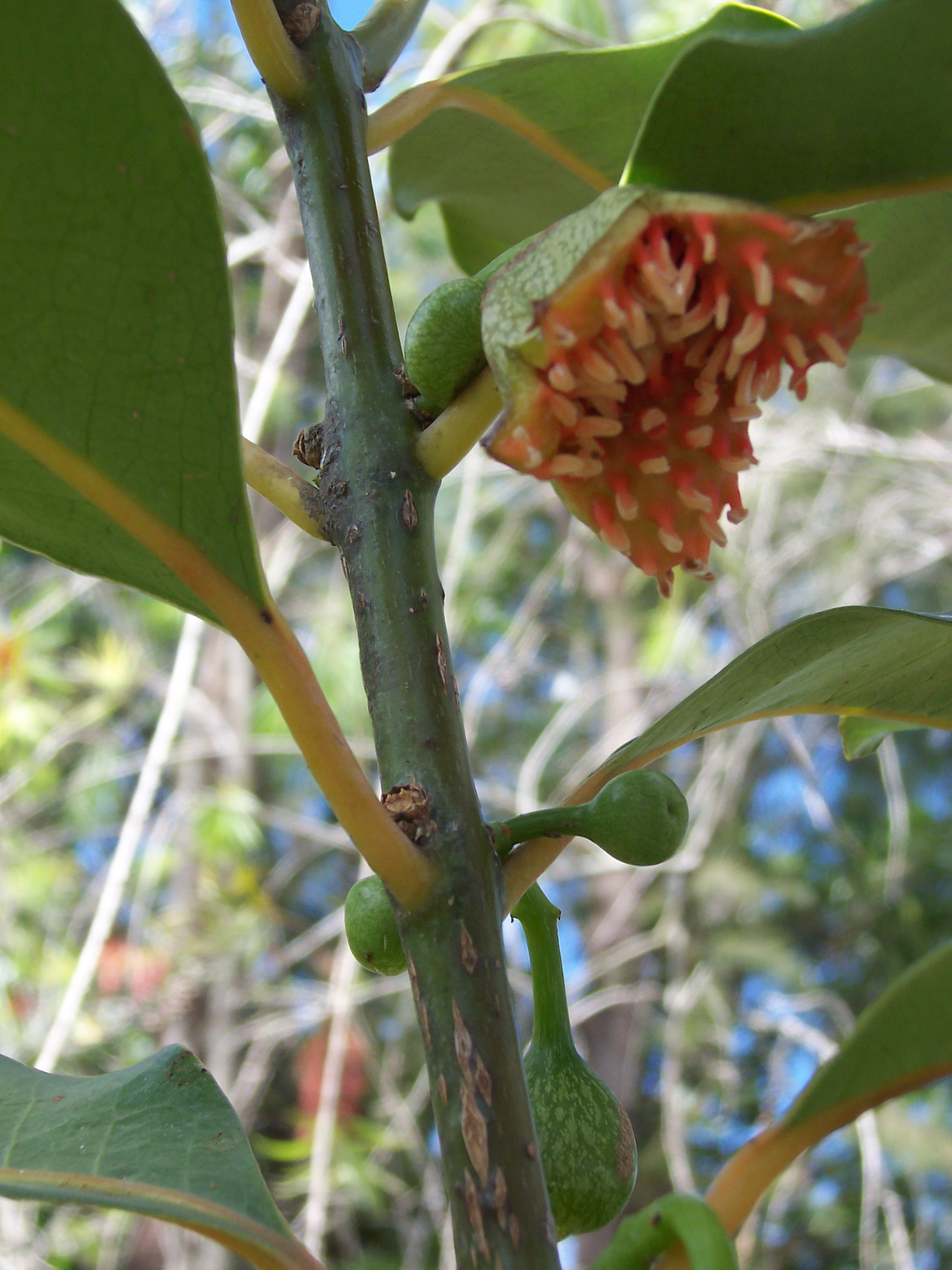
Tambourissa elliptica
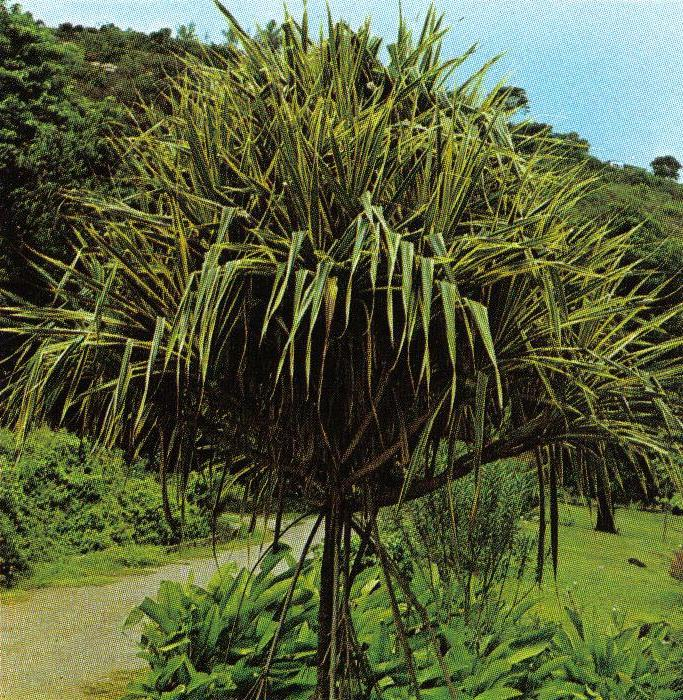
Pandanus utilis
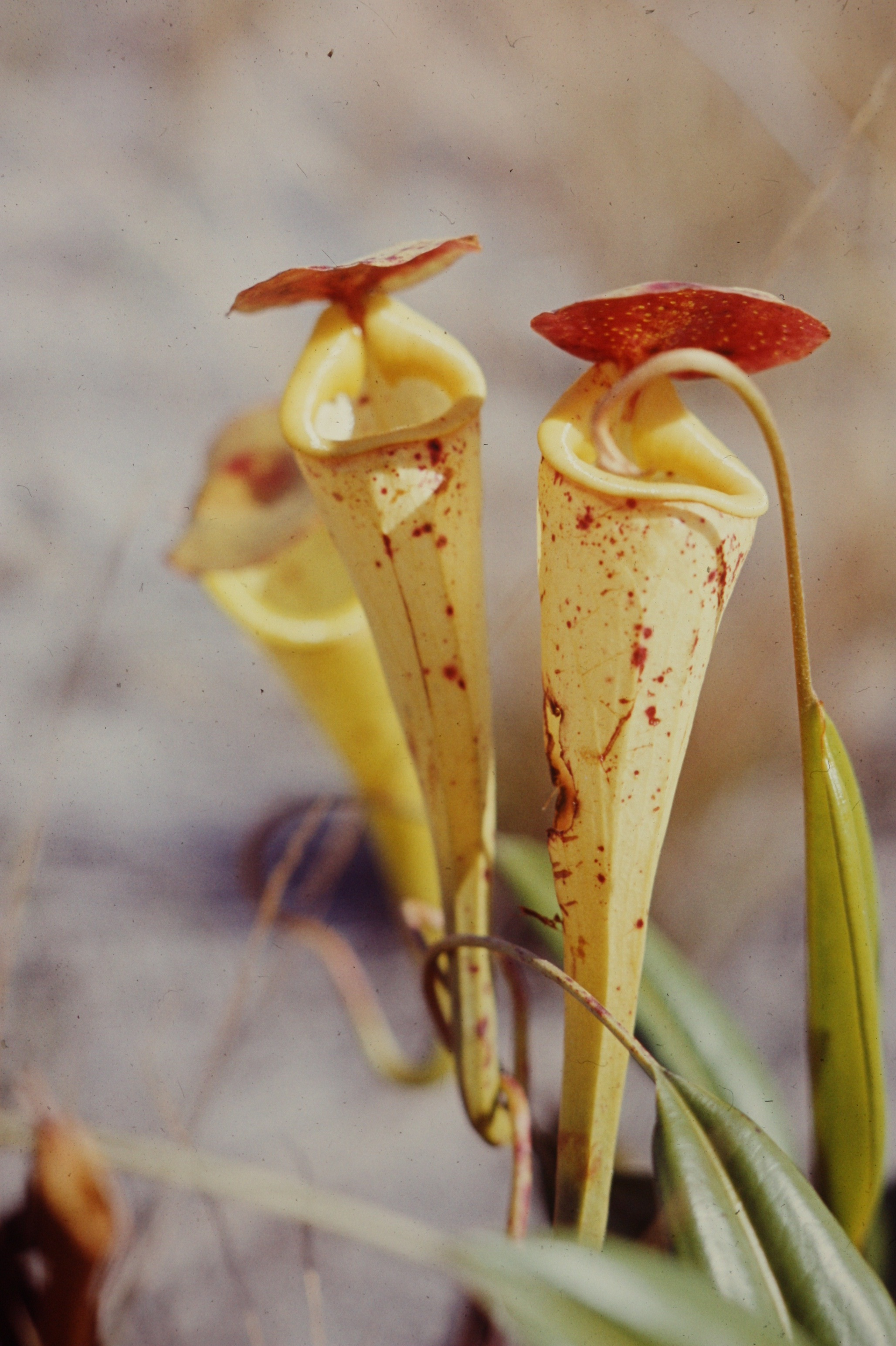
Nepenthes madagascariensis

## Fauna
22 diersoorten staan op de Rode Lijst van de IUCN: 8 als kritiek, 9 als bedreigd en 5 soorten als kwetsbaar.
Er komen veel soorten lemuren voor in de bossen, van alle vijf de families. Enkele soorten zijn het vingerdier (Daubentonia madagascariensis), de pluimoorkatmaki (Allocebus trichotis), de indri (Indri indri), de oostelijke wolmaki (Avahi laniger), de gouden halfmaki (Hapalemur aureus) en de bruine maki (Eulemur fulvus). In 2013 zijn er twee nieuwe soorten muismaki's beschreven: Microcebus marohita en M. tanosi. Daarnaast komt ook nog de bruine mangoest voor in de ecoregio.
Van de 165 vogelsoorten in de regio zijn er 42 nergens anders te vinden, zoals de madagaskarslangenarend (Eutriorchis astur), de Fanovana-newtonia (Newtonia fanovanae) en de madagaskargrasuil (Tyto soumagnei). De delalandes coua is voor het laatst waargenomen in 1834.
In de lagere gebieden komen er ongeveer 50 soorten reptielen voor, hiertoe behoren de kameleons Calumma gallus, Calumma cucullata, Furcifer bifidus, Brookesia superciliaris en Brookesia therezieni. Ook komen er gekko's voor, onder andere Phelsuma serraticauda, Phelsuma flavigularis, Lygodactylus bivittis en de gestreepte bladstaartgekko (Uroplatus lineatus). Verder leven er slangen zoals Pseudoxyrhopus sokosoko en Micropisthodon ochraceus.
Ook komen er 29 soorten amfibieën voor, vooral in de lager gelegen bossen. Dit zijn allemaal kikkers. Enkele soorten zijn Heterixalus alboguttatus en de gouden mantella (Mantella aurantiaca).
Ook leven er ongeveer 100 soorten zoetwatervissen, bijna allemaal endemisch en ernstig bedreigd.

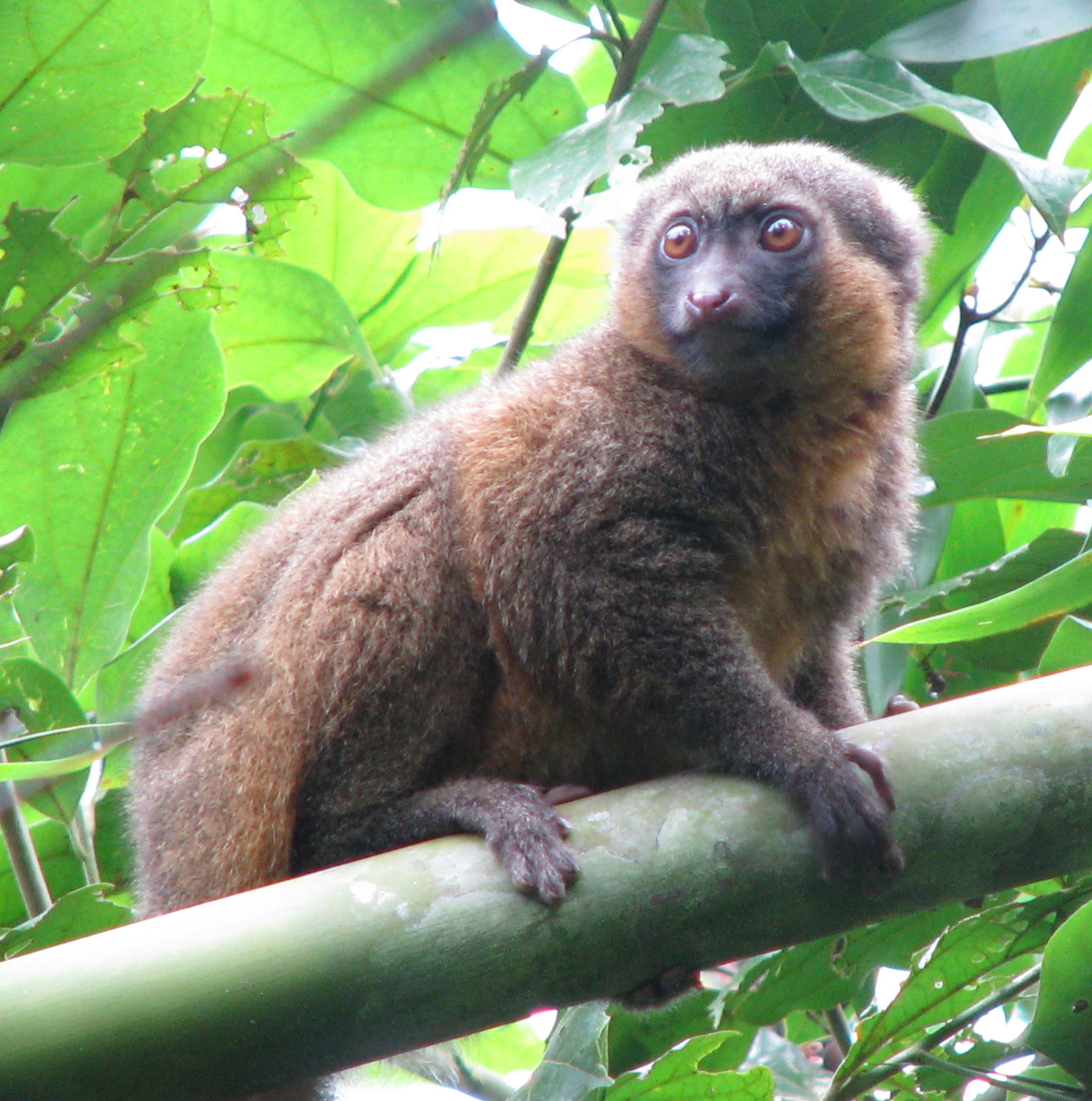
Gouden halfmaki (Hapalemur aureus)
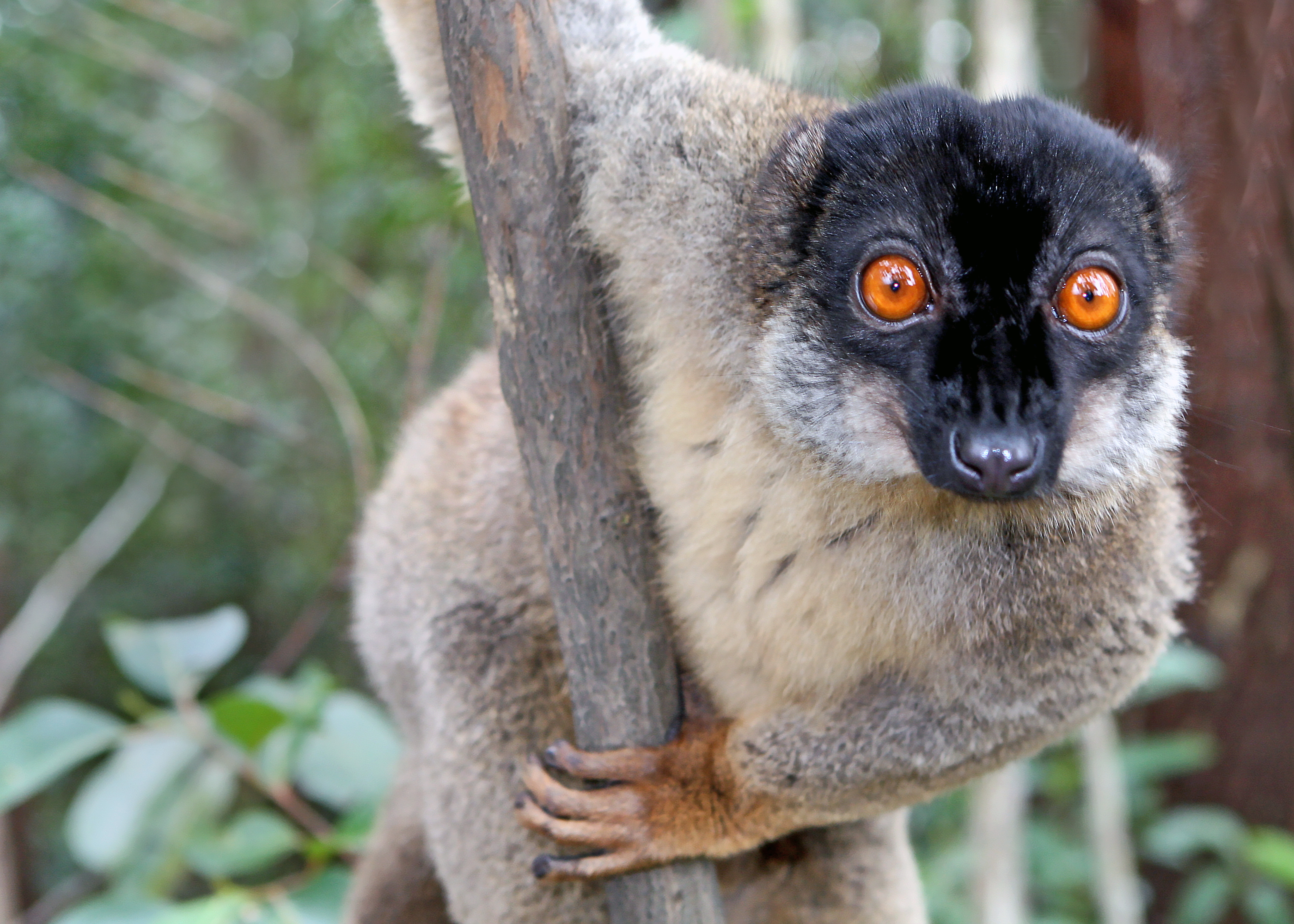
Bruine maki (Eulemur fulvus)
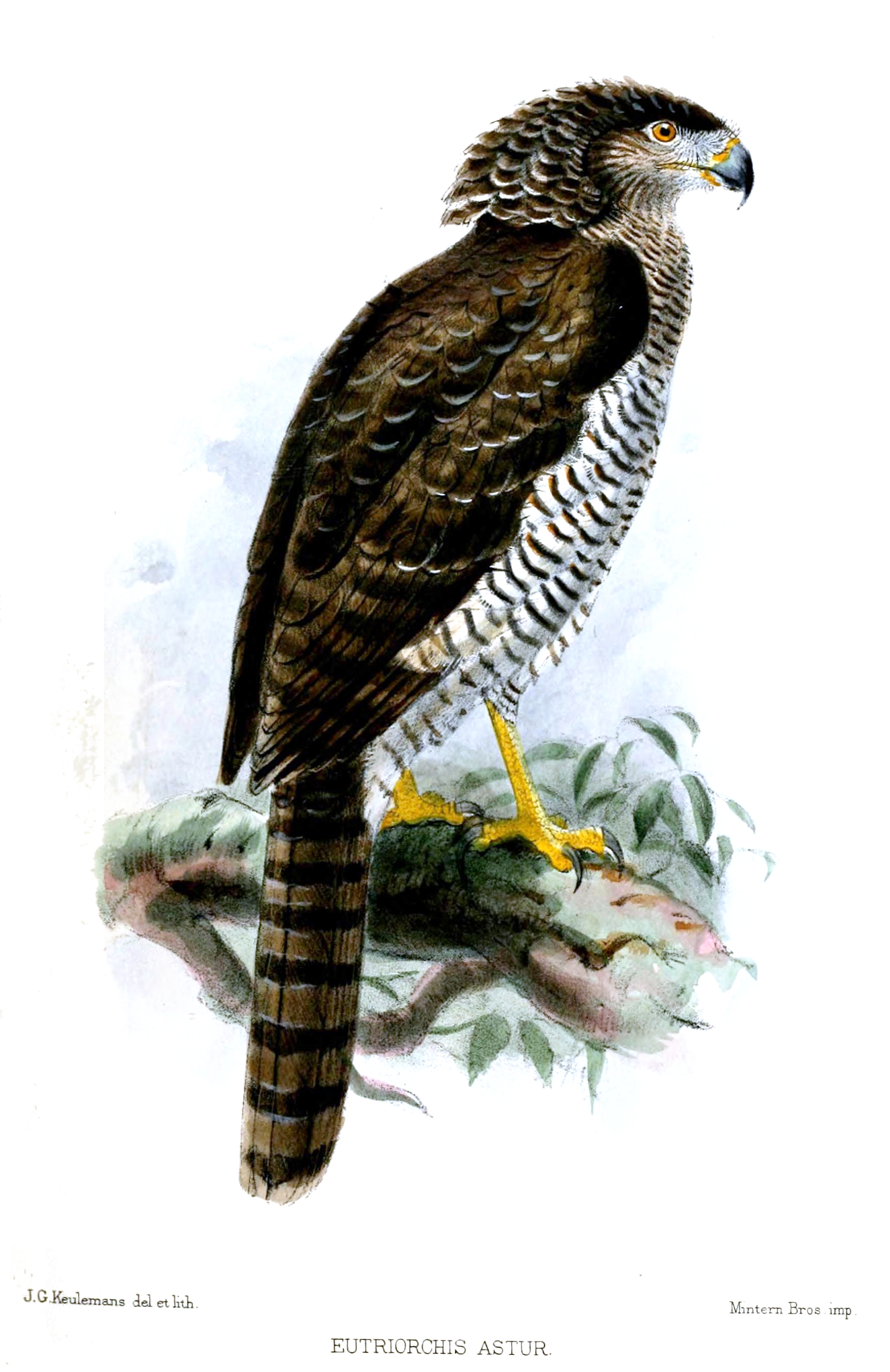
Madagaskarslangenarend (Eutriorchis astur)
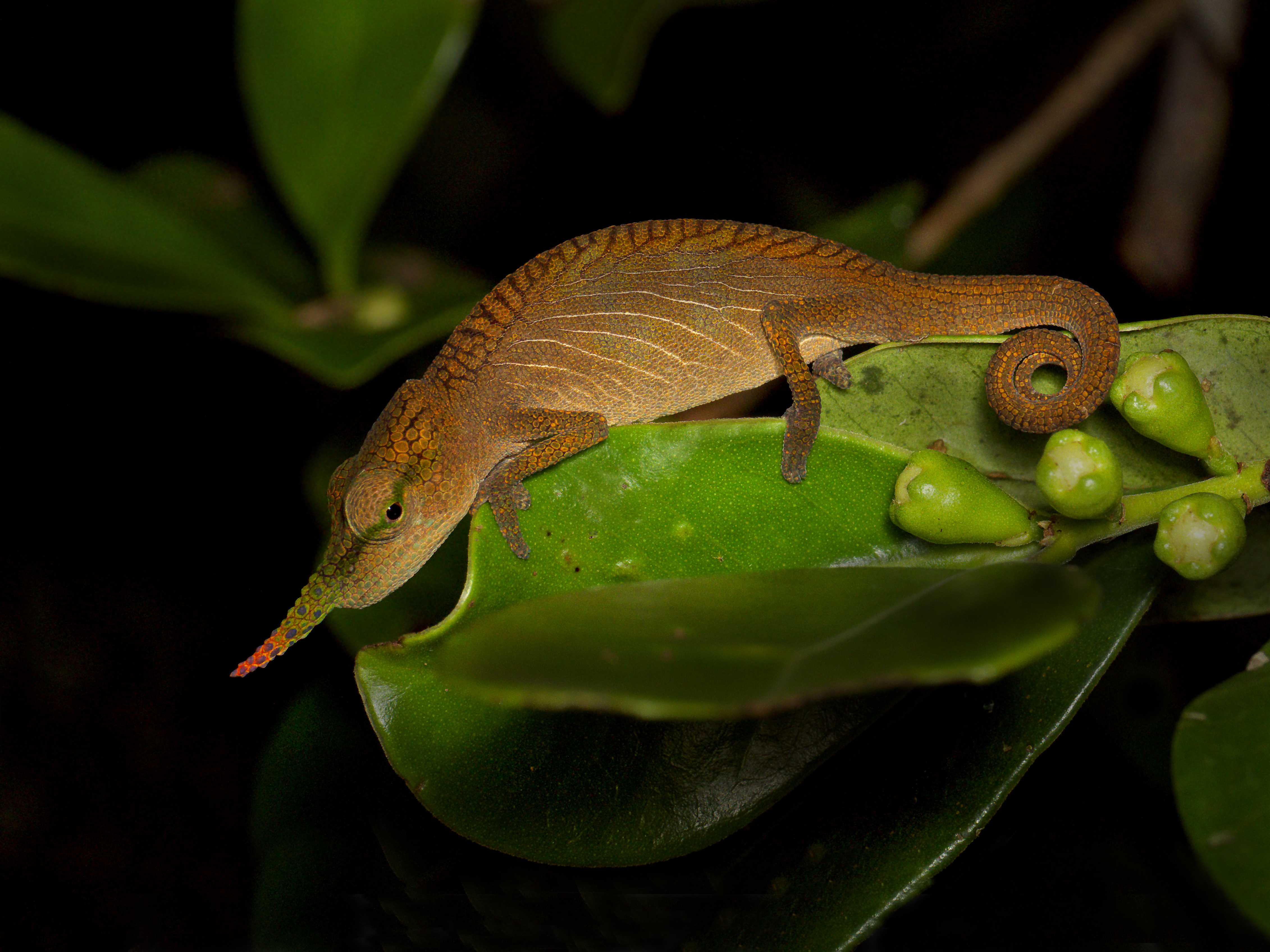
Calumma gallus
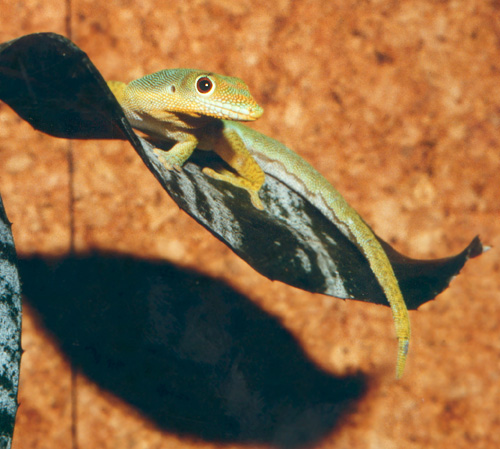
Phelsuma serraticauda
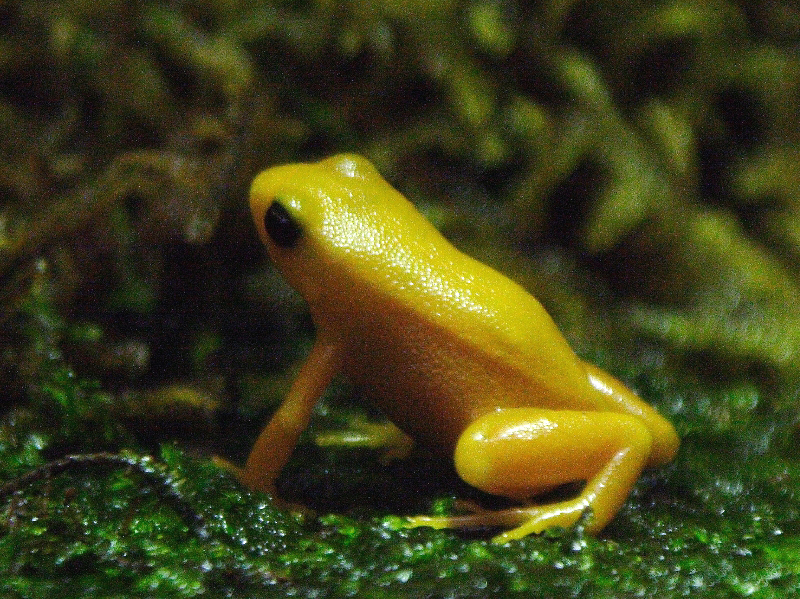
De gouden mantella (Mantella aurantiaca)